# Ардазиани, Давид Лаврентьевич
Давид Лаврентьевич Ардазиани  (1864—?; груз. დავით ა. ლ., არდაზიანი) — русский военный  деятель, полковник  (1914). Герой Первой мировой войны.

## Биография
В 1883 году  после окончания Тифлисского кадетского корпуса вступил в службу. В 1884 году после окончания Александровского военного училища произведён подпоручики и выпущен в Пятигорский 151-й пехотный полк. В 1888 году произведён в поручики, в 1893 году в штабс-капитаны, в 1900 году в капитаны.
С 1904 года участник Русско-японской войны, командовал 12-й ротой 19-го Восточно-Сибирского стрелкового полка, был ранен в руку. За боевые отличия в войне был награждён орденами Святой Анны 4-й степени «За храбрость» и 3-й степени с мечами и бантом, Святого Станислава 2-й степени с мечами и Святого Владимира 4-й степени с мечами и бантом.

В 1910 году произведён в подполковники. С 1914 года участник Первой мировой войны, полковник. 5 мая 1915 года за храбрость награждён Георгиевским оружием: 
За то, что в бою 13-го августа 1914 года под д. Ряхани (Павловка), с авангардом из 7-ми рот при 4-х пулемётах, атаковал противника, во много раз превосходящего его отряд по численности, вызвав тем самым всё внимание и огонь на себя и обеспечив возможность главным силам развернуться без потерь; затем, отражая стремительные атаки, сам переходил в наступление, не раз доводя дело до штыковой схватки. Руководя лично боем, объезжал верхом наиболее опасные места и, будучи ранен, сам сделал себе перевязку, оставаясь всё время в строю
С 1915 года командир 19-го стрелкового полка 5-й стрелковой бригады 3-го армейского корпуса.

## Награды
- Орден Святой Анны 4-й степени «За храбрость» (1904)
- Орден Святого Станислава 2-й степени с мечами (1904)
- Орден Святого Владимира 4-й степени с мечами и бантом (1904)
- Орден Святой Анны 3-й степени с мечами и бантом (1905)
- Орден Святой Анны 2-й степени  (ВП 25.02.1912)
- Георгиевское оружие (ВП 5.05.1915)